# Вьетнам на юношеских Олимпийских играх
Вьетнам принимает участие в юношеских Олимпийских играх: в летних Играх — начиная с Игр 2010 года, в зимних Играх — на настоящее время не принимал участия ни разу.
Спортсмены Вьетнама на всех юношеских Олимпийских играх выиграли в сумме 9 медалей, из них 4 золотых, все медали завоёваны на летних Играх; в неофициальном медальном зачёте спортивная делегация Вьетнама занимает 47-е место.

## Медальный зачёт

### Медали на летних юношеских Олимпийских играх
| Игры              | Участников | Золото | Серебро | Бронза | Всего | Место |
| 2010 Сингапур     | 13         | 1      | 1       | 2      | 4     | 41    |
| 2014 Нанкин       | 13         | 1      | 1       | 0      | 2     | 44    |
| 2018 Буэнос-Айрес | 13         | 2      | 1       | 0      | 3     | 38    |
| Всего             | Всего      | 4      | 3       | 2      | 9     | 47    |